# Звід законів СРСР
Звід законів СРСР — систематизоване зібрання законодавчих та інших актів і спільних постанов ЦК КПРС та РМ СРСР. Засноване як офіційне видання Президії ВР СРСР і РМ СРСР згідно з постановами ЦК КПРС, Президії ВР СРСР і РМ СРСР «Про підготовку і видання Зводу законів СРСР» від 2 вересня 1976 і «Питання Зводу законів СРСР» від 23 березня 1978. В основу видання покладено Конституцію СРСР 1977. До нього, крім власне законодавчих актів, включено найважливіші спільні постанови ЦК КПРС і РМ СРСР, постанови РМ СРСР загальнонормативного характеру. Акти законодавства розташовувалися у зводі за предметним принципом. Звід складався із 7 розділів:
1. Законодавство про суспільний і державний лад;

2. Законодавство про соціальний розвиток і культуру. Соціально-економічні права громадян;

3. Законодавство про раціональне використання й охорону природних ресурсів;
4. Законодавство про народне господарство;

5. Законодавство про міжнародні відносини і зовнішньоекономічні зв'язки;

6. Законодавство про оборону країни та охорону державних кордонів;

7. Законодавство про правосуддя, прокурорський нагляд і охорону правопорядку.
Розділи Зводу поділялися на глави, параграфи, пункти й підпункти.
Акти розташовували в порядку, який забезпечував розвиток тем, з винесенням на перший план основоположних актів законодавства. Наприклад, розділ 1 Зводу починався з текстів Конституції СРСР 1977, Закону «Про громадянство СРСР» (1978), Закону «Про вибори до Верховної Ради СРСР» (1978) тощо.
У виданні не подано акти: тимчасового характеру; про визнання раніше виданих актів такими, що втратили юридичну силу, та ін. акти одноразової дії; стосовно окремих підприємств, установ, організацій та ін. акти, які не мали загального значення; щодо рівня оптових і роздрібних цін і тарифів на послуги, про розмір закупівельних цін на с.-г. продукцію; про розмір заробітної плати робітників і службовців; ін. акти, які часто змінювалися. До Зводу не увійшли також акти: про зміни і доповнення до раніше виданих актів, якщо в них дано новий текст цих актів або окремих їхніх статей, пунктів, абзаців, ін. окремих частин; з питань, вирішення яких згодом було передане законодавчим органам і урядам союзних республік, а також міністерствам, державним комітетам і відомствам СРСР.
Підготовку видання координував Всесоюзний НДІ радянського законодавства Міністерства юстиції СРСР. Усього вийшло 11 томів (1980–86).